# Phago
Phago es un género de peces de la familia Citharinidae en el orden de los Characiformes.

## Especies
Las especies de este género son:
- Phago boulengeri Schilthuis, 1891
- Phago intermedius Boulenger, 1899
- Phago loricatus Günther, 1865